# Кордоба Эспинола де ла Серда, Бонавентура
Бонавентура де Кордоба Эспинола де ла Серда (исп. Buenaventura de Córdoba Espínola de la Cerda; 23 марта 1724, Мадрид, королевство Испания — 6 мая 1777, там же) — испанский кардинал. Титулярный архиепископ Неокесарии с 6 апреля по 23 ноября 1761 года. патриарх Западной Индии с 6 апреля 1761 по 6 мая 1777 года. Кардинал-священник (с 23 ноября 1761 года), с титулом церкви Сан-Лоренцо-ин-Панисперна (с 26 июня 1769 года).
Представитель высшего испанского дворянства — младший из сыновей Николаса Фернандеса де Кордоба-и-де ла Серды (1682—1739), 10-го герцога Мединасели, и его жены (и двоюродной сестры) Херонимы Спинолы-и-де ла Серда (1687—1757).